# 贝尼夫拉
贝尼夫拉，是西班牙巴伦西亚自治区巴伦西亚省的一个市镇。总面积1平方公里，总人口221人（2001年），人口密度221人/平方公里。